# Masters 1981 (tennis)
De Masters 1981 werd  in het Amerikaanse New York gehouden. Het tennistoernooi werd van 13 tot 17 januari 1982 in de Madison Square Garden op tapijtbanen gespeeld. Het deelnemersveld bestond uit de beste acht spelers op de ATP Rankings.

## Enkelspel
De titelverdediger Björn Borg verdedigde zijn titel niet, de finalist van de vorige editie Ivan Lendl won ditmaal de titel.

### Deelnemers
De nummer vier van de ranglijst de Zweed Björn Borg had sinds oktober geen wedstrijden meer gespeeld en nam ook niet deel, ook de nummer zeven de Amerikaan Gene Mayer en nummer tien de Australiër Peter McNamara namen niet deel.
| Ranking | Speler           | Prestatie    |
| ------- | ---------------- | ------------ |
| 1.      | John McEnroe     | Halve finale |
| 2.      | Ivan Lendl       | Winnaar      |
| 3.      | Jimmy Connors    | Groepsfase   |
| 4.      | José Luis Clerc  | Groepsfase   |
| 5.      | Guillermo Vilas  | Groepsfase   |
| 6.      | Eliot Teltscher  | Finale       |
| 7.      | Vitas Gerulaitis | Halve finale |
| 8.      | Roscoe Tanner    | Finale       |

### Groepsfase
De eindstand in de groepsfase wordt bepaald door achtereenvolgend te kijken naar eerst het aantal overwinningen in combinatie met het aantal wedstrijden. Mochten er dan twee spelers gelijk staan wordt er naar het onderling resultaat gekeken. Mocht het aantal overwinningen en wedstrijden bij drie of vier spelers gelijk wordt er gekeken naar het percentage gewonnen sets en eventueel gewonnen games. Als er dan nog steeds geen ranglijst opgemaakt kan worden dan beslist de wedstrijd commissie.

#### Groep A
|                  |                  | Uitslag       |
| ---------------- | ---------------- | ------------- |
| Ivan Lendl       | Guillermo Vilas  | 6-4, 6-1      |
| Vitas Gerulaitis | José Luis Clerc  | 7-6, 6-1      |
| Ivan Lendl       | José Luis Clerc  | forfait       |
| Vitas Gerulaitis | Guillermo Vilas  | 6-1, 6-4      |
| Guillermo Vilas  | José Luis Clerc  | 6-1, 7-5      |
| Ivan Lendl       | Vitas Gerulaitis | 4-6, 7-5, 6-2 |

| Nr. | Speler           | Wedstrijd W - V | Sets W - V | Games W - V |
| --- | ---------------- | --------------- | ---------- | ----------- |
| 1   | Ivan Lendl       | 3-0             | 4-1        | 29-18       |
| 2   | Vitas Gerulaitis | 2-1             | 5-2        | 38-29       |
| 3   | Guillermo Vilas  | 1-2             | 2-4        | 23-30       |
| 4   | José Luis Clerc  | 0-3             | 0-4        | 13-26       |

#### Groep B
|                 |                 | Uitslag       |
| --------------- | --------------- | ------------- |
| Eliot Teltscher | Roscoe Tanner   | 4-6, 6-1, 6-4 |
| John McEnroe    | Jimmy Connors   | 6-2, 7-5      |
| Roscoe Tanner   | Jimmy Connors   | 7-6, 6-7, 7-6 |
| Eliot Teltscher | John McEnroe    | 6-4, 6-1      |
| Jimmy Connors   | Eliot Teltscher | 7-5, 6-1      |
| John McEnroe    | Roscoe Tanner   | 6-3, 6-2      |

| Nr. | Speler          | Wedstrijd W - V | Sets W - V | Games W - V |
| --- | --------------- | --------------- | ---------- | ----------- |
| 1   | Eliot Teltscher | 2-1             | 4-3        | 34-29       |
| 2   | John McEnroe    | 2-1             | 4-2        | 30-24       |
| 3   | Roscoe Tanner   | 1-2             | 3-5        | 36-47       |
| 4   | Jimmy Connors   | 1-2             | 3-4        | 39-39       |

### Knock-outfase
|  | Halve finale | Halve finale     | Halve finale | Halve finale | Halve finale |    |   | Finale           | Finale     | Finale | Finale | Finale | Finale | Finale |
|  |              |                  |              |              |              |    |   |                  |            |        |        |        |        |        |
|  | 5            | Vitas Gerulaitis | 7            | 4            | 6            |    |   |                  |            |        |        |        |        |        |
|  | 8            | Eliot Teltscher  | 5            | 6            | 2            |    |   |                  |            |        |        |        |        |        |
|  | 8            | Eliot Teltscher  | 5            | 6            | 2            |    | 5 | Vitas Gerulaitis | 7          | 6      | 6      | 2      | 4      |        |
|  |              |                  |              |              |              |    | 5 | Vitas Gerulaitis | 7          | 6      | 6      | 2      | 4      |        |
|  |              | 2                | Ivan Lendl   | 65           | 2            | 78 | 6 | 6                |            |        |        |        |        |        |
|  | 2            | 2                | Ivan Lendl   | 65           | 2            | 78 | 6 | 6                | Ivan Lendl | 6      | 6      |        |        |        |
|  | 2            |                  |              |              |              |    |   |                  | Ivan Lendl | 6      | 6      |        |        |        |
|  | 1            | John McEnroe     | 4            | 2            |              |    |   |                  |            |        |        |        |        |        |

## Dubbelspel

#### Finales
|  | Halve finale | Halve finale                   | Halve finale              | Halve finale | Halve finale |                            |   | Finale | Finale | Finale | Finale | Finale |
|  |              |                                |                           |              |              |                            |   |        |        |        |        |        |
|  |              | Peter Fleming John McEnroe     | 6                         | 6            |              |                            |   |        |        |        |        |        |
|  |              | Peter McNamara Paul McNamee    | 1                         | 3            |              |                            |   |        |        |        |        |        |
|  |              | Peter McNamara Paul McNamee    | 1                         | 3            |              | Peter Fleming John McEnroe | 6 | 6      |        |        |        |        |
|  |              |                                |                           |              |              | Peter Fleming John McEnroe | 6 | 6      |        |        |        |        |
|  |              |                                | Kevin Curren Steve Denton | 3            | 3            |                            |   |        |        |        |        |        |
|  |              | Heinz Günthardt Balázs Taróczy | Kevin Curren Steve Denton | 3            | 3            | 7                          | 3 | 3      |        |        |        |        |
|  |              | Heinz Günthardt Balázs Taróczy |                           |              |              | 7                          | 3 | 3      |        |        |        |        |
|  |              | Kevin Curren Steve Denton      | 5                         | 6            | 6            |                            |   |        |        |        |        |        |